# Ivan Knezević
Ivan Knežević est un joueur monténégrin de volley-ball né le 16 janvier 1978. Il mesure 1,92 m et joue libero.

## Clubs
| Club                | Pays      | De        | À         |
| ------------------- | --------- | --------- | --------- |
| Milicionar Belgrade | Serbie    | 2002-2001 | 2002-2001 |
| Vojvodina Novi Sad  | Serbie    | 2001-2002 | 2003-2004 |
| PAOK Salonique      | Grèce     | 2004-2005 | 2004-2005 |
| TSV Unterhaching    | Allemagne | 2005-2006 | 2005-2006 |
| Saint-Brieuc CAVB   | France    | 2006-2007 | 2006-2007 |
| Beauvais OUC        | France    | 2007-2008 | 2008-2009 |

## Palmarès
- Coupe de France (1)
  - Vainqueur : 2008